# Lotniskowce typu Saipan
Lotniskowce typu Saipan – lotniskowce lekkie floty amerykańskiej podczas II wojny światowej. Ogółem wprowadzono do służby tylko 2 jednostki tego typu. 
Bazowały na kadłubach ciężkich krążowników typu Baltimore. Po wojnie zostały zmodernizowane. USS „Saipan” został przemianowany na okręt komunikacji radiowej Arlington (AGMR-2), natomiast USS „Wright” – na okręt dowodzenia Wright (CC-2). W tych rolach okręty służyły do 1970 roku, a następnie zostały wycofane z eksploatacji i oddane na złom w 1980 roku.

## Ukończone okręty typu Saipan
| Oznaczenie | Nazwa    | Zdjęcie | Wejście do służby | Wycofanie ze służby |
| ---------- | -------- | ------- | ----------------- | ------------------- |
| CVL-48     | „Saipan” |         | 14 lipca 1946     | 14 stycznia 1970    |
| CVL-49     | „Wright” |         | 9 lutego 1947     | 27 maja 1970        |

### Wyposażenie lotnicze
Na wyposażeniu okrętów docelowo miały być 42 samoloty o 3 rodzajach: myśliwskie, bombowce nurkujące oraz torpedowe.
| Nazwa                  | Typ                 | Zdjęcie | Ilość |
| ---------------------- | ------------------- | ------- | ----- |
| Grumman F6F Hellcat    | Samolot myśliwski   |         | 18    |
| Curtiss SB2C Helldiver | Bombowiec nurkujący |         | 12    |
| Grumman TBF Avenger    | Samolot torpedowy   |         | 12    |